# УСТ Сокіл (Ельванген)
УСТ «Сокіл» (Українське Спортове Товариство «Сокіл») — українське спортивне товариство з німецького поселення Ельванген.
Після перевезення українського табору з Маннгайму до Ельвангену (Мюльбурґ Казерне, 3000 українців, 173 члени товариства), засновано в новім приміщенні УСТ «Сокіл» 13 квітня 1946 року. Першим головою став інж. Ярослав Гарасевич.
Діяльними були секції: волейбол чоловіків і жінок, настільний теніс і футбол. Лише футбольна команда змагалася в обласній лізі. Як переможець обласних змагань 1946/47 р. без успіху боролася влітку за вступ до вищого дивізіону. 
Організаційно товариство поставлене недостатньо, а саме праця в так великому скупченні еміґрантів була цілком невистачальна. Єдиним більшим заходом був проведений 16 червня 1946 р. "День Українського Спортовця".